# Kaj Björk
Kaj Åke Björk (i riksdagen kallad Björk i Skärholmen), född 25 december 1918 i Domkyrkoförsamlingen i Göteborg, död 30 september 2014 i Oscars församling i Stockholm, var en svensk socialdemokrat, riksdagsman, ambassadör, journalist och författare om arbetarrörelsens historia.

## Biografi
Björk var son till psykiatern Adolf Björk och konsthantverkaren Eva Jancke-Björk samt bror till Leif Björk och farbror till Jan-Erik Björk.
Kaj Björk tog en fil. kand.-examen 1941. Han var chefredaktör för tidningen Tiden 1951–1956 och Ny tid 1956–1963. 
Som riksdagsman var Björk ledamot av Andra kammaren 1965 och Första kammaren 1966–1970. Han invaldes hösten 1970 till den nya enkammarriksdagen och satt där till och med 1973. Under denna mandatperiod var han vice ordförande i Kulturutskottet åren 1971–1972. Därefter var han utrikesråd på UD, ambassadör i Peking 1975–1980 och i Ottawa 1980–1984.
Han gifte sig första gången 1940 med Marja Friberg (1918–1988), dotter till droskägaren Otto Friberg och Hilma Margareta Olsson, andra gången 1952 med Suzanne Székely (1919–2003), dotter till köpmannen Moses Székely och Margit Kauffman, tredje gången 1963 med Claude Duvivier (född 1934), dotter till apotekaren Charles Duvivier och Marthe Durand. I första äktenskapet fick han sonen Bo Tomas (född 1947), i andra äktenskapet dottern Ann Katrin (född 1954) och i tredje äktenskapet dottern Pia Désirée Marie (född 1966). Kaj Björk är begravd på Galärvarvskyrkogården i Stockholm.